# Ramsdorf (Wallerfing)
Ramsdorf ist ein Gemeindeteil der Gemeinde Wallerfing im niederbayerischen Landkreis Deggendorf in Bayern.
Die älteste Erwähnung dieser Ansiedlung, die gegenwärtig ca. 300 Einwohner zählt, datiert ins 11. Jahrhundert. Ein Geschlecht der "Ramsdorfer" taucht erstmals 1165 auf. Aufgrund des Martinspatroziniums der hiesigen Kirche, die im Kern romanischen Ursprungs ist, darf wohl von einer Ortsgründung in der Karolingerzeit im 9. Jahrhundert ausgegangen werden. Der Ort liegt an einer alten Römerstraße, die an dieser Stelle vom Grat des bewaldeten Hardt-Rückens auf die fruchtbare Ebene des Gäubodens herabführt. Die fruchtbare Lößbodenscholle hat in Ramsdorf eine Mächtigkeit von 13 Metern. Neben der ursprünglich romanischen Martinskirche mit gotischen Figuren ist an alten Bauwerken in Ramsdorf noch der ehemalige Herrschaftssitz der Ramsdorfer, später der Goder zu erwähnen. Der ursprünglich wohl frühgotische Ziegelbau mit Treppengiebel wurde Anfang des 19. Jahrhunderts umgebaut und mit einem Walmdach versehen. Er beherbergt seit Gründung der Pfarrei Ramsdorf im Jahr 1909 den Pfarrhof des Sprengels, der die Ortschaften Ramsdorf, Wallerfing, Neusling und Bachling umfasst. Die neuromanische Pfarrkirche der Pfarrei Ramsdorf steht in Wallerfing. Die Bauernhöfe und Wohnhäuser sind in der Regel Bauten des 19. und 20. Jahrhunderts. Nur eine Handvoll alte Holzhäuser aus dem 17. und 18. Jahrhundert haben die Zeiten überdauert.
Am südlichen Ortsausgang von Ramsdorf befindet sich eine durch Luftarchäologie nachgewiesene neolithische Kreisgrabenanlage. Sie besteht aus zwei Gräben, drei Toren und einer Innenpalisade. Die Ausdehnung der leicht elliptischen Anlage, der zweitgrößten dieser Art in Niederbayern, beträgt 90 auf 79 Meter.
Am 1. Juli 1972 wurde Ramsdorf in die Gemeinde Wallerfing eingegliedert.